# Tomislav Marić
Pour les articles homonymes, voir Marić.
Tomislav Marić (né le 28 janvier 1973 à Heilbronn en Allemagne de l'Ouest) est un joueur de football croate et allemand.

## Biographie

### Club
Il est né à Heilbronn dans le Bade-Wurtemberg en Allemagne de parents croates de Bosnie-Herzégovine, et commence sa carrière en 1992 dans le club amateur du SpVgg 07 Ludwigsburg en D3 de l'Oberliga Baden-Württemberg. Il passe deux saisons en D3, jouant 59 matchs et inscrivant 14 buts. En juillet 1994, il signe son premier contrat professionnel en Bundesliga avec le Karlsruher SC, mais ne parviendra jamais à s'imposer en tant que titulaire au club. Il fait ses grands débuts en D1 le 7 octobre 1994 lors d'une défaite du KSC 1-0 contre l'Eintracht Francfort, rentrant en cours de jeu à cinq minutes de la fin du match. Après une saison peu fructueuse au KSC, il part en D2 du côté du SG Wattenscheid 09 pendant la saison 1995-96. Il joue 31 matchs et inscrit 7 buts pour le club, avant de partir pour les Stuttgarter Kickers.
Il passe quatre saisons chez les Kickers jusqu'en 1999-2000, année où il devient le meilleur buteur du championnat d'Allemagne de D2 avec 21 buts en 33 matchs et sauve le club de la relégation. Lors de la saison, il atteint les demi-finales de la coupe d'Allemagne, où ils perdent 2-1 contre le Werder Brême dans les arrêts de jeu. Après quatre saisons aux Stuttgarter Kickers, Marić a joué 112 matchs et inscrit 42 buts.
Marić part ensuite rejoindre le VfL Wolfsburg à l'été 2000, et joue 30 matchs et inscrit six buts lors de la saison. Il inscrit son premier but en Bundesliga lors d'une victoire 6-0 à domicile contre le FC Cologne le 21 octobre 2000. Lors de la saison 2001-02, il inscrit 12 buts en 17 matchs puis 12 en 10 matchs la saison suivante. Il perd ensuite sa place de titulaire et part ensuite jouer pour le Borussia Mönchengladbach en janvier 2004. Il ne passe que six mois avec les Gladbach et n'inscrit qu'un seul but en 7 matchs.
Il retourne ensuite au VfL Wolfsburg à l'été 2004, mais passe la première partie de la saison avec l'équipe réserve en D3 où il inscrit 2 buts en 7 matchs. Il réintègre l'équipe une en janvier 2005 et n'inscrit qu'un seul but en 11 matchs lors d'une victoire 4-0 à domicile contre le FC Hansa Rostock juste quelques secondes après être entré en jeu. En juillet 2005, il part tenter sa chance au Japon chez les Urawa Red Diamonds, mais ne reste que six mois et inscrit 8 buts en 13 matchs avec le club de la J-League.
Il retourne en Allemagne en 2006 et signe chez le TSG 1899 Hoffenheim en D3. Il inscrit 9 buts en 15 matchs de Regionalliga Süd, avec pour bonne ambition de faire monter le club en D2, mais le club ne finit que quatrième, à deux places de la promotion.

### International
Marić a également une courte carrière internationale avec l'équipe de Croatie en 2002 et 2003. Il fait ses débuts lors d'une match amical contre la Hongrie le 8 mai 2002 et inscrit son premier but lors d'une victoire 1-0 contre la Roumanie lors d'un match amical joué le 20 novembre 2002. Lors de la saison 2002-03, il joue cinq matchs avec la Croatie pour les qualifications de l'Euro 2004 et inscrit le 3e but du 4-0 à domicile contre la Belgique le 29 mars 2003. Son dernier match international est lors d'un match de qualification contre l'Estonie le 11 juin 2003. En tout, il a joué 9 matchs et inscrit 2 buts pour la Croatie.

## Vie privée
Le frère cadet de Tomislav Marić, Marijo est également un ancien joueur de football professionnel, et a joué en Bundesliga, notamment au VfL Bochum, au FC Kärnten en Autriche et fut membre de l'équipe de Croatie entre 2002 et 2004.